# Castillo de San Esteban de Deyo
El castillo de San Esteban de Deyo, también llamado castillo de Monjardín, data del siglo x y está situado en la proximidad de Villamayor de Monjardín (Navarra, España), en un altozano de 890 m.

## Historia
Era una de las fortalezas que los musulmanes, dirigidos principalmente por la familia de los Banu Qasi, tenía en el siglo IX en el territorio que actualmente se conoce como Navarra y por aquel entonces denominado Reino de Pamplona. Según informa la Gran Enciclopedia de Navarra, el corónimo de Deyo (en latín, degium), que ya aparece documentado en ese siglo en la crónicas de Alfonso III de Asturias se refería al «espacio coincidente aproximadamente con la alta Navarra media occidental, la llamada tierra de Estella o, con mayor precisión, los actuales valles de Yerri, Guesálaz, Allín y, hasta cierto punto, la Solana y Valdega.»
El emplazamiento estratégico de esta fortaleza en la Tierra de Deyo (terra degensis) fue el principal motivo que vinculó hasta el siglo XII su denominación de San Estaban de Deyo a este fortaleza pasando a denominarse Castillo de Monjardín posteriormente.
Antes de la reconquista pamplonesa y la ocupación islámica de los Banu Qasi del Valle medio del Ebro, existe crónica de que fue sitiado por las fuerzas de Carlomagno de regreso tras la fútil empresa de Zaragoza, y meses después por el Emir Abd al-Rahman I de Córdoba. 
El monarca pamplonés Sancho Garcés I de Pamplona tomó esta fortaleza en el año 909 trazando una nueva frontera. Sancho le quitó el castillo a la familia musulmana Banu Qasi. Fue una conquista muy importante, ya que era la puerta para introducir los ejércitos pamploneses en el valle del Ebro.
La leyenda cuenta que aquí se encuentran los restos de este monarca.

## Descripción
Del recinto medieval del castillo quedan solo los viejos muros de piedra arenisca y el viejo aljibe, dentro de una casa de techo abovedado.
Las murallas crean un recinto llano donde se encuentra una ermita de construcción tardía. También hay restos de la torre de homenaje.
El castillo mide unos 62 m de largo y en su parte más ancha unos 30.

## Ermita
La ermita de San Esteban de Deyo o Santa Cruz de Monjardín, vinculada a los primeros momentos de la expansión del reino de Pamplona hasta la Rioja aunque su fábrica es claramente posterior a esa época.
La segunda advocación hace referencia a la cruz procesional que la leyenda atribuye a Sancho Garcés I que habría sido enterrado en esta fortaleza. La cruz presenta indicios de haber sido elaborada con posterioridad, en el siglo XIII.
La campana de la ermita fue un regalo realizado en 1965 por la sociedad recreativa sanferminera de Pamplona llamada La Saeta.

## Galería de imágenes

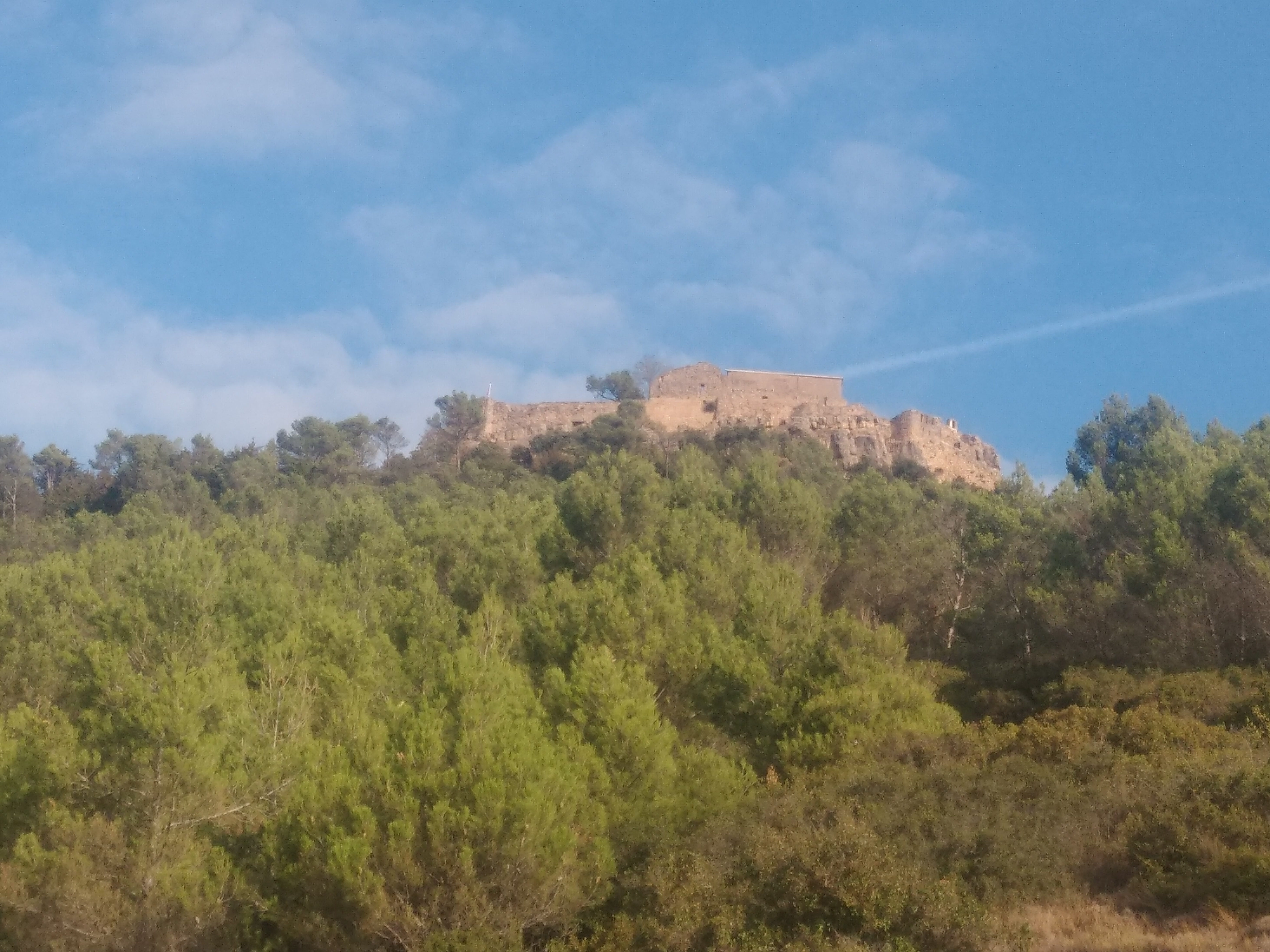
El castillo desde el sur
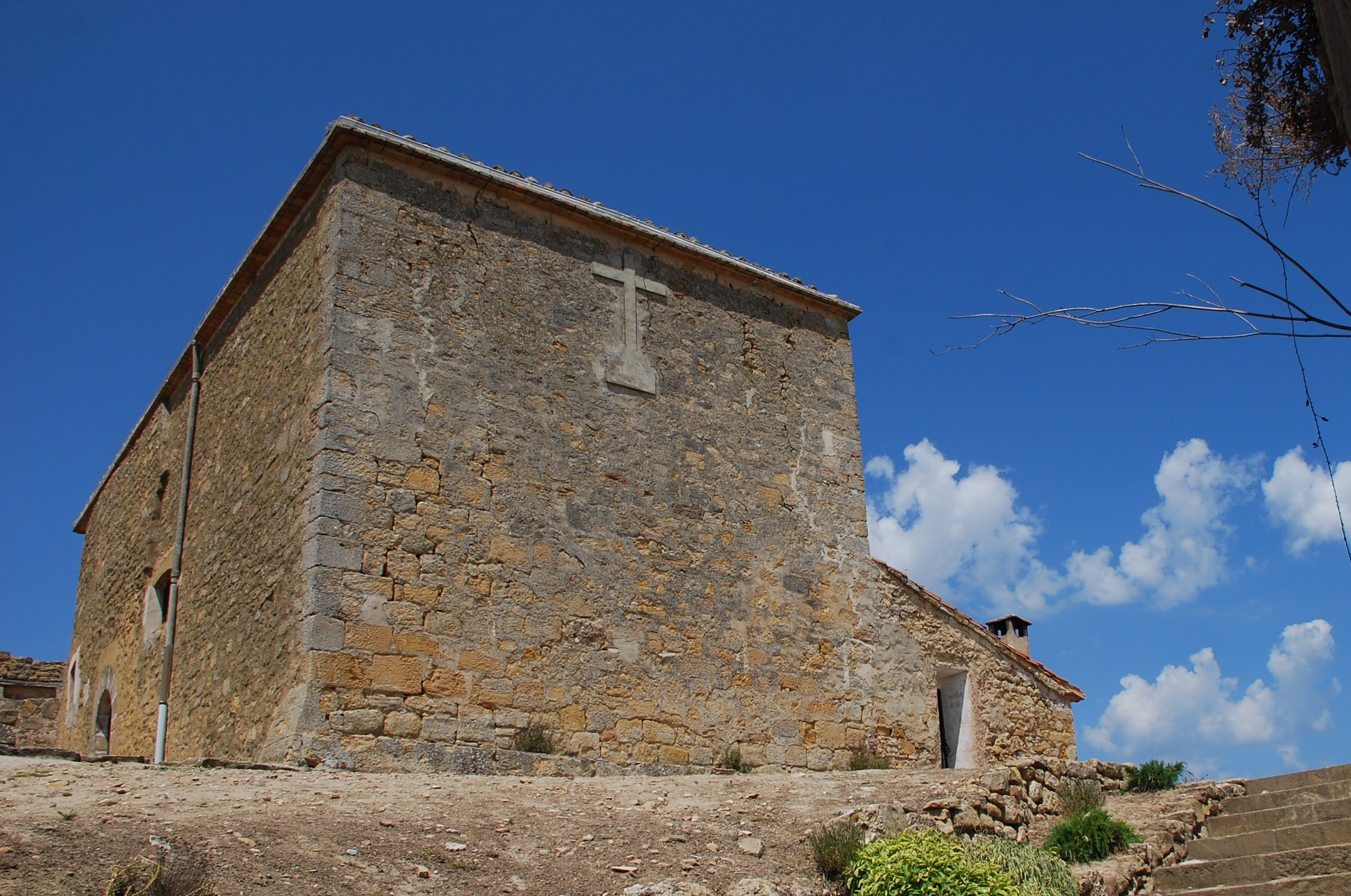
Ermita del castillo
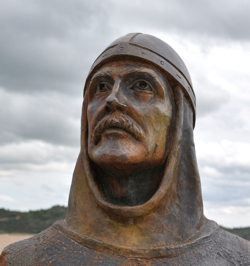
Busto dedicado a Sancho Garcés I en Villamayor de Monjardín
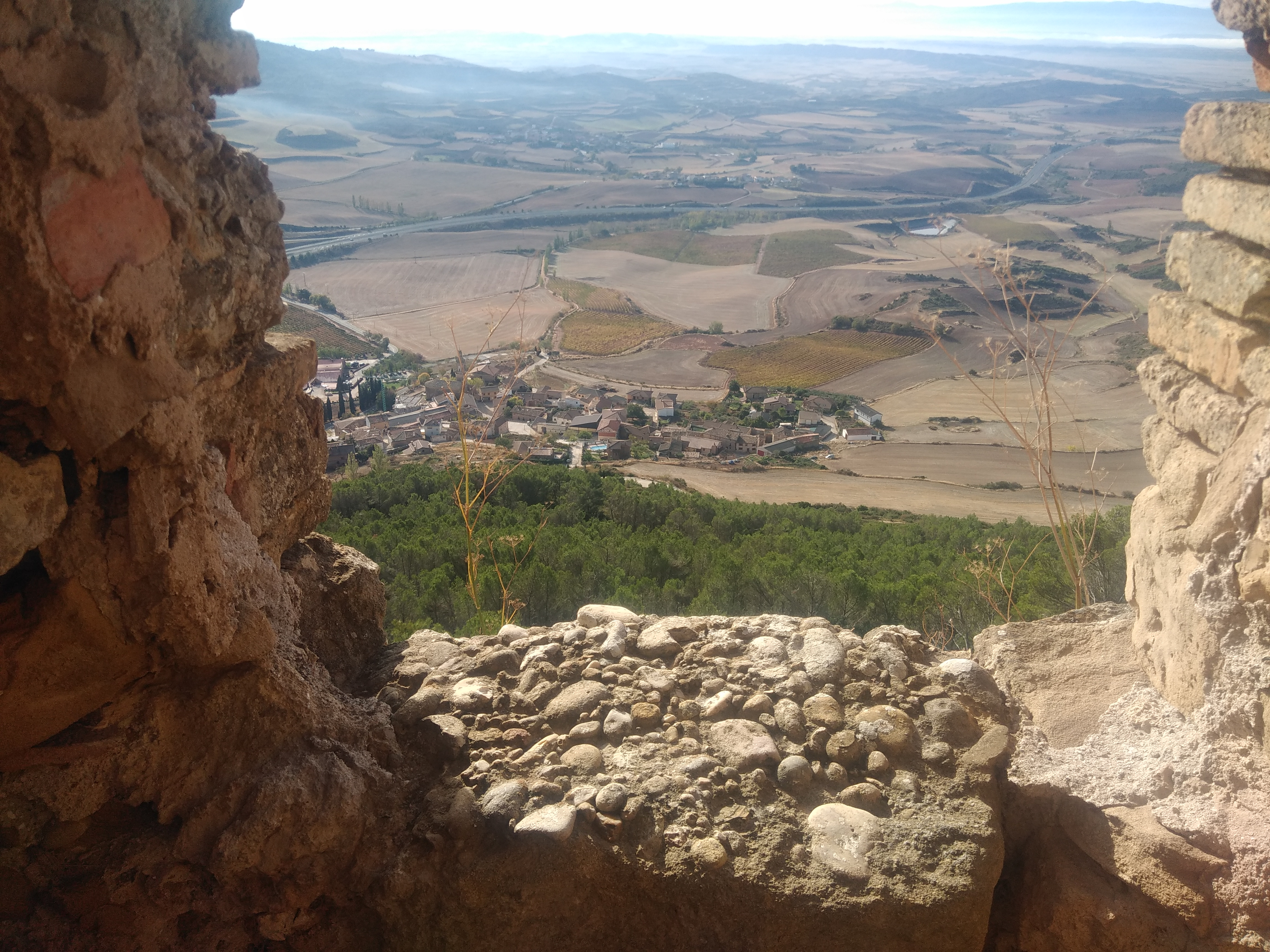
Villamayor de Monjardín desde el castillo
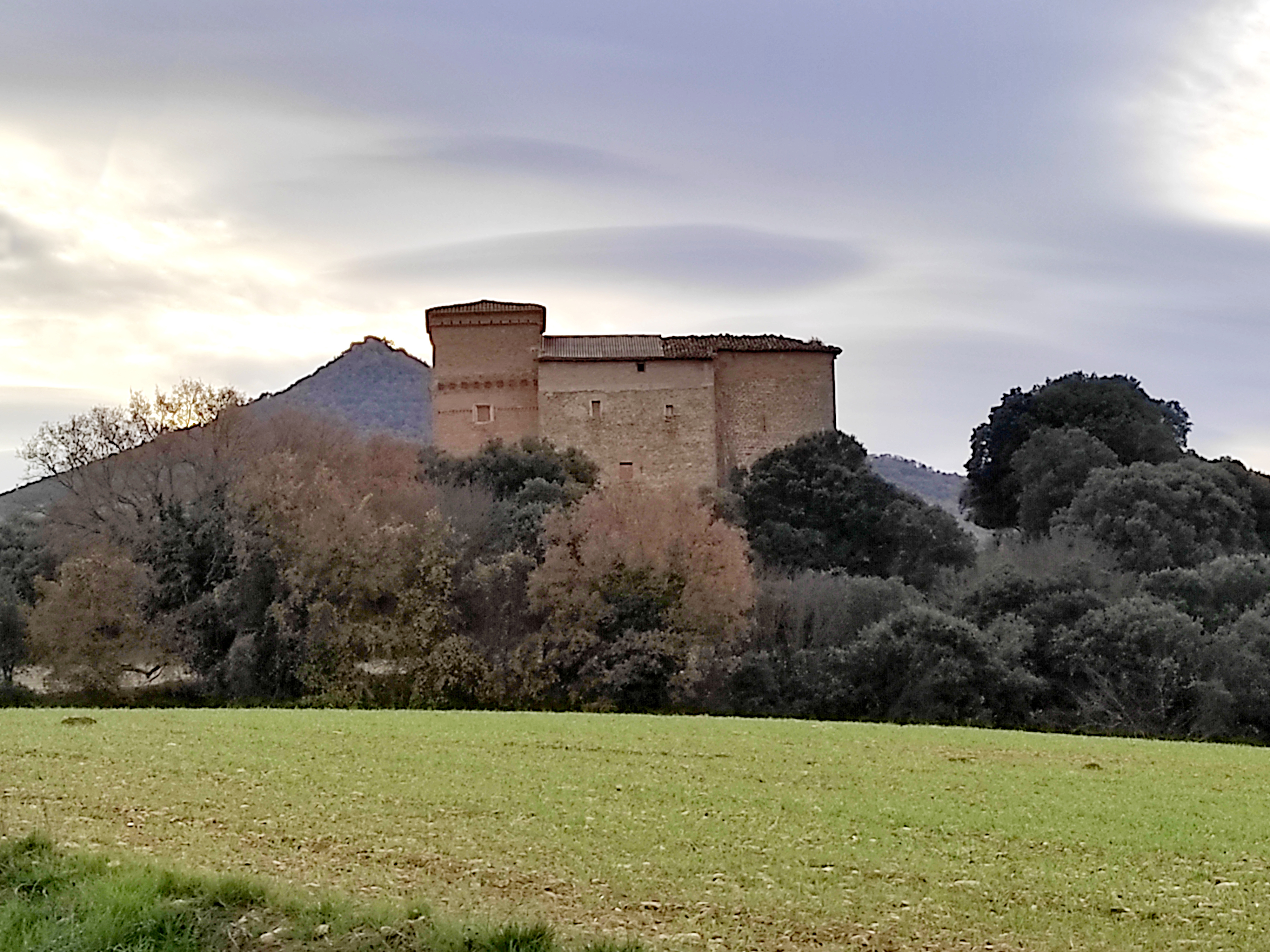
Palacio cabo de armería, en Igúzquiza, en un primer plano, y la silueta del alto de Monjardín al fondo
- Vista aerea del castillo